# Голец-Торная группа
Голец-Торная группа — группа шлаковых конусов, расположенных в северной части острова Итуруп Большой Курильской гряды, состоящая из следующий гор: Голец (442 м.), Парусная (406 м.) и Торная (417 м.). Включает в себя плато Торное (до 151 м.).
Горы Голец и Торная являются шлаковыми конусами, образовавшимися в позднем плейстоцене и раннем голоцене. Небольшой поток лавы Торной образует широкий ледниковый цирк. Андезито-дацитовый вулкан Голец наиболее молодой, его эродированные почвы расположены поверх вулканических лав, которые изверг вулкан в районе горы Парусная, образовавшийся в плейстоцене. Застывшие потоки лав достигают морского побережья.
Севернее группа переходит в хребет Кербера.
Южнее находится самое узкое место острова — перешеек Ветровой. На нём находился один из 6 военных японских аэродромов времён Второй мировой войны, позднее там была воинская часть, танковые башни на бетонных кубах, выдутых из грунта ветром, можно увидеть и сейчас. На территории группы находится ещё один заброшенный японский военный аэродром .
С этой территории течёт ряд ручьёв и речек. В Охотское море: Высокий, Известковый, Средний, Глубокий, Порожистая (последние через озеро Сопочное). В Тихий океан: Луговой, Зоркий, Золонец, Пронькин, Парный, Пышный, Промойный. Есть несколько водопадов.
На горе Голец находится заброшенная станция связи.
В районе Сентябрьского находится пограничная застава.
Имеются 2 нежилых посёлка: Сентябрьский и Ветровое.